# Euronatur
Az Európai Természeti Örökségért Alapítvány (Euronatur) (vagy EuroNatur Alapítvány) egy tanúsítvánnyal rendelkező alapítvány, amely Európa-szerte természetvédelmi programokat támogat. Az alapítvány székhelye Radolfzellben található.
Az EuroNaturt 1987-ben alapították, ami Európában a környezet éve volt. Létrehozói: a Bund für Umwelt und Naturschutz Deutschland (Németországi Környezetért és Természetvédelemért Egyesület - BUND), a Deutschen Umwelthilfe (Német Környezetsegítők - DUH) és a Naturschutzbund Deutschland (Német Környezetvédelmi Egyesület - NABU).
2008 januárja óta Hartmut Vogtmann az alapítvány elnöke, aki Claus-Peter Huttert követte ebben a székben.

## Céljai
Az egész Európában végzett tevékenységek célja a kontinens természeti örökségének sokféleségét megőrizni. Az EuroNatur-projektek középpontjában veszélyeztetett állatfajok állnak, mint például a farkas, a medve, a róka, és a költöző madarak. Az EuroNatur fő tevékenysége az ember közelítése a természethez, hogy a projektek vadállatok és ezek élőhelyeinek védelmében elért sikerei hosszú távon érezhetőek legyenek.

## Módszerei
Az EuroNatur nemzetközileg elismert tudósokat, természetvédőket, gazdákat, politikusokat és vállalkozókat szervez össze. Különösen nehéz helyzetük van a Balkánon. Projektjeiben az alapítvány nem egyöntetű struktúrára épít, inkább a helyi magánszférával és természetvédelem iránt elkötelezett címzetes hivatalokkal működik együtt. Hozzájárul a nagy védett területek megtervezéséhez és kialakításához, ezenkívül tudományos alapon védelmi programokat állít össze farkasfajok, medvefajok, rókafajok és vándormadarak érdekében. Műhelyeket, szemináriumokat és tréningeket szervez az európai vadvédelem szempontjából hasznos tapasztalatok és ismeretek cseréje. Az alapítvány konkrét modellprogramjai a „fenntartható fejlődés“ fogalmát élettel töltik meg. Ebben nagy szerepet játszik az Európai Unióban folyó politikai lobbizása is.

## Anyagi forrásai
Az EuroNatur pénzforrásai adományokból, intézményi pénzből, valamint az alapítvány vagyonának kamataiból tevődnek össze.

## Egyéb
1993 óta az EuroNatur alapítvány a jelképes, pénzjutalommal nem járó Euronatur Környezeti Díjat adományoz.
Az alapítvány minden évben kiad egy képes naptárt, az ebben szereplő fényképek elkészítésére pedig pályázatot ír ki.

## Külső hivatkozások
- http://www.euronatur.org
- https://web.archive.org/web/20071021124127/http://www.bfn.de/0310_steckbrief_euronatur.html
- https://archive.today/20120913032917/http://www.stuttgarter-zeitung.de/stz/page/detail.php/1640085

## Fordítás
- Ez a szócikk részben vagy egészben  az   Euronatur című német Wikipédia-szócikk ezen változatának fordításán alapul.  Az eredeti cikk szerkesztőit annak laptörténete sorolja fel. Ez a jelzés csupán a megfogalmazás eredetét és a szerzői jogokat jelzi, nem szolgál a cikkben szereplő információk forrásmegjelöléseként.